# Fortifications de Marcolès
Les fortifications de Marcolès sont des fortifications situées en France sur la commune de Marcolès, en région Auvergne-Rhône-Alpes.

## Historique
La ville médiévale, entourée d'une enceinte fortifiée, conserve son tracé et deux de ses portes : le portail bas (au levant), en partie intact, présente des caractéristiques médiévales, tandis que le portail haut (au couchant) a été reconstruit au XIXe siècle.

### Protection
La porte de ville basse est inscrite au titre des monuments historiques par arrêté du 19 mai 2003.

## Description

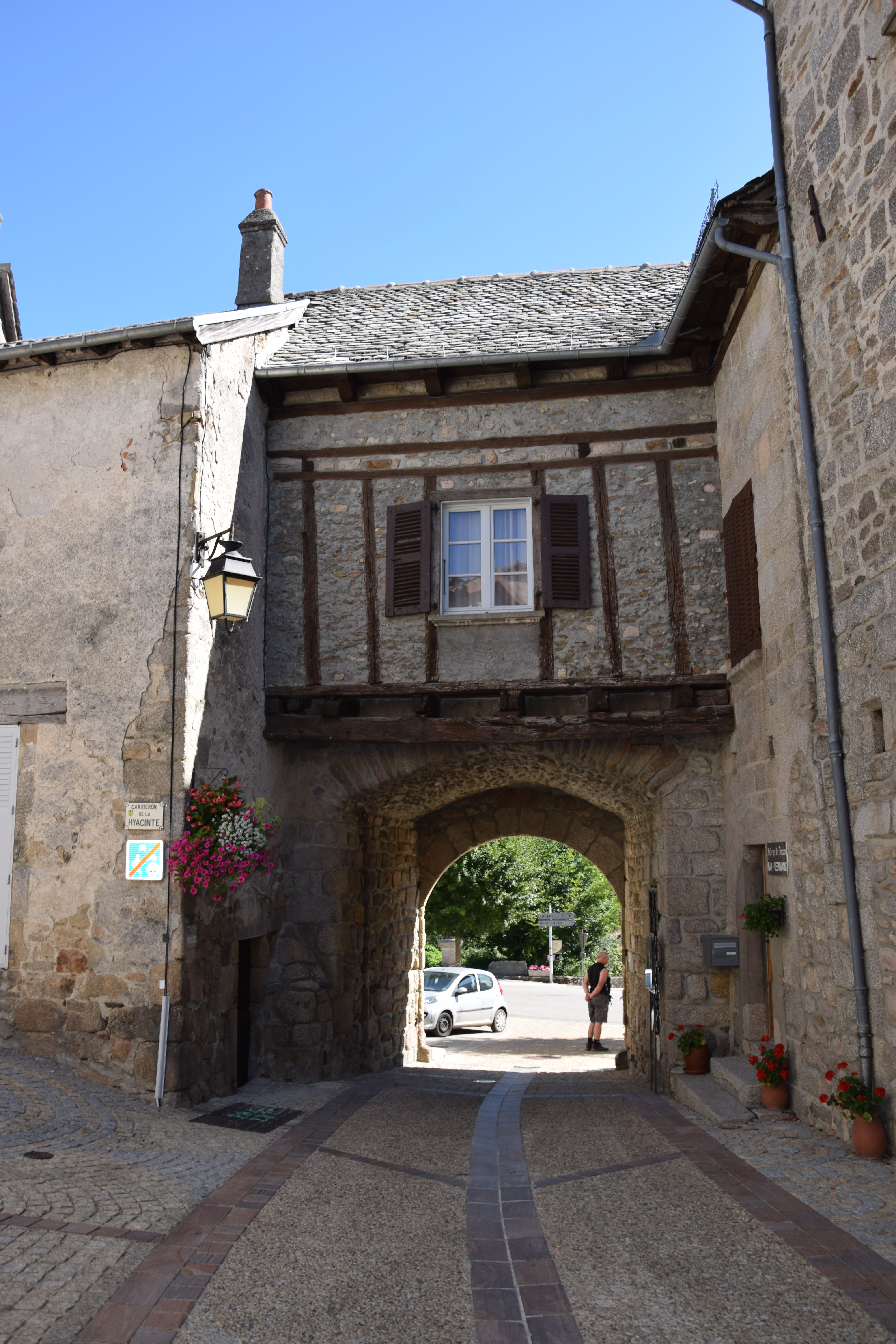
Portail-bas de l'enceinte fortifiée du XVe siècle.

Le plus ancien élément fortifié semble avoir été une tour seigneuriale (1203) complétée, au XIIIe siècle, d'une première enceinte circulaire fortifiée d'environ 430 m de périmètre appelée, en 1277, le castrum de Marcolès. Des vestiges subsistent à la base des murs de soutènement des maisons situées au sud-est. Le "balat vieil" intra-muros témoigne de l'extension de la fortification au XVe siècle. L'agrandissement du site fortifié ( 720 m de périmètre) a nécessité l'extension du fossé. Cette enceinte, principalement composée d'habitations, présentait des façades aveugles sur le côté exposé aux attaques. Elle comportait au moins une tour au portail haut, ainsi qu'un second accès au portail bas, muni de meurtrières, d'un escalier menant à une salle au-dessus de la voûte, d'un blason, d'une herse et d'une lourde porte à deux ventaux dont les gonds sont encore visibles. 

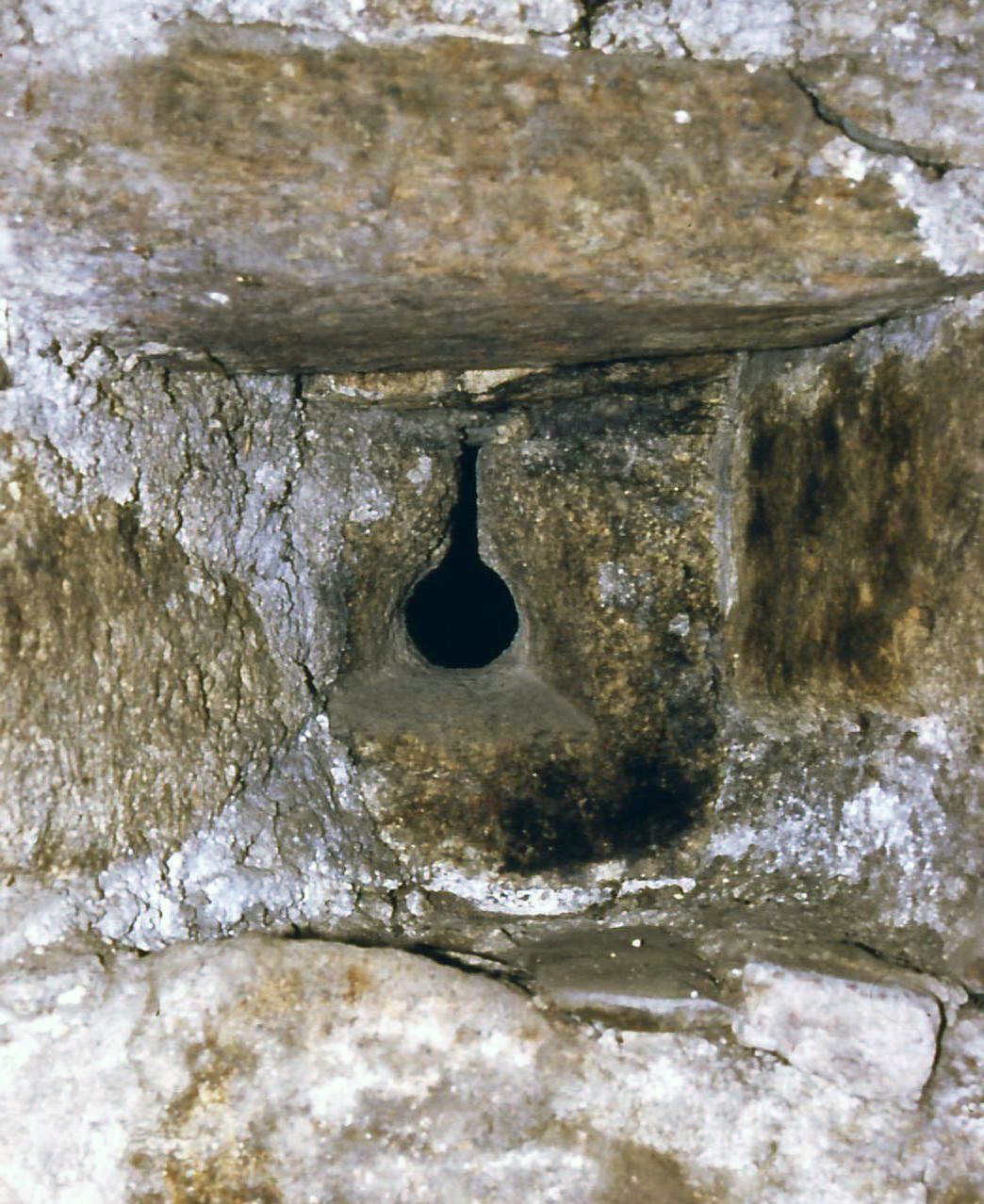
Arbalétrière-cannonière

On y trouvait, également, une arbalétrière-canonnière latérale. Cette ouverture de tir mixte combinait à la fois une fente verticale d'archère, conçue  pour les armes à corde telles que l'arbalète, et une ouverture circulaire de bouche de feu, destinée aux armes à feu de faible calibre. Elle se situe sous le niveau actuel, dans la cave placée au pied du portail-bas.

## La "Fausse porte"

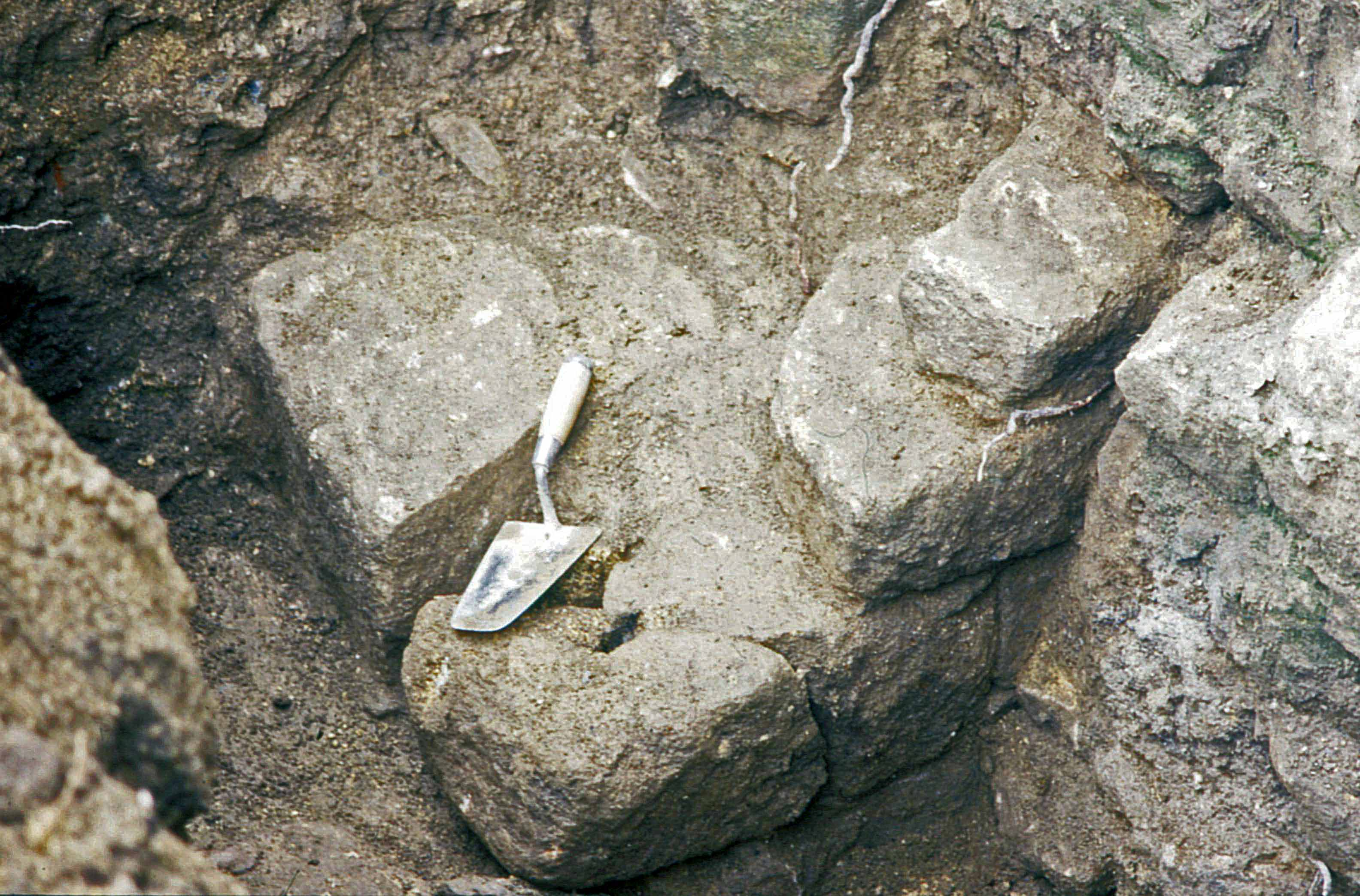
Mur de l'enceinte fortifiée

La mémoire collective rapporte qu'au cours de la guerre de Cent Ans, le bourg fortifié de Marcolès aurait été pris lors d'une incursion menée au lieu-dit de la "Fausse Porte". Bien que l’hypothèse d’une prise de la ville par les routiers reste sujette à caution, il n’est pas impossible qu’une porte ait été ouverte, permettant à l'ennemi de s'engouffrer puis de brûler une partie de la ville.  
Ce lieu-dit, près de l'église, garderait le souvenir de cet épisode. En 1989, une campagne de fouille de sauvegarde fut menée sur cette parcelle située à l’extrémité nord-ouest du promontoire. Ces recherches ont permis de mettre à jour un rempart d'une largueur moyenne de 1,2 m s'étendant sur 12 m de long. Devant cette structure défensive, les archéologues ont identifié une amorce de fossé. Fait intéressant, ce fossé ne fut pas creusé directement au pied du mur d'enceinte, mais à une distance d'environ 4 m.

## L'éperon
L'éperon constitue l'emplacement originel des fortifications de Marcolès. Ce promontoire, à la fonction défensive relative, se singularise sur son flanc est, où il surplombe le faubourg Saint-Martin d'une vingtaine de  mètres, offrant ainsi un avantage stratégique notable. 
Dès le XIIIe siècle, une première enceinte aurait été construite en suivant la configuration naturelle de l'éperon (1277 : castrum de Marcolès). Cette intégration du bâti dans le relief témoignait d’une volonté d’exploiter la topographie pour optimiser la protection du site. La première enceinte du XIIIe siècle s'adaptait vraisemblablement à l'éperon (cf. plan ci-joint). Dans la première moitié du XVe siècle, l’évolution de la population incita à l’agrandissement et au renforcement de cet ensemble. Une enceinte fortifiée fut alors construite en extension de la première, consolidant l’ensemble des défenses de Marcolès. En cette fin de la guerre de Cent Ans, cette transformation reflète l’adaptation continue des fortifications au contexte de l’époque.